# Bayoneta Tipo 30
La Tipo 30 (三十年式銃剣 sanjunen-shiki juken?) fue una bayoneta diseñada para el Ejército Imperial Japonés y que era empleada con el fusil Tipo 30, siendo posteriormente empleada en los fusiles Tipo 38 y Tipo 99. Se produjeron unos 8,4 millones de bayonetas y estuvo en servicio desde la Guerra ruso-japonesa hasta el final de la Segunda Guerra Mundial. Todos los soldados japoneses fueron equipados con la Tipo 30, ya sea que estuviesen armados con un fusil o una pistola, incluso si estaban desarmados.

## Descripción

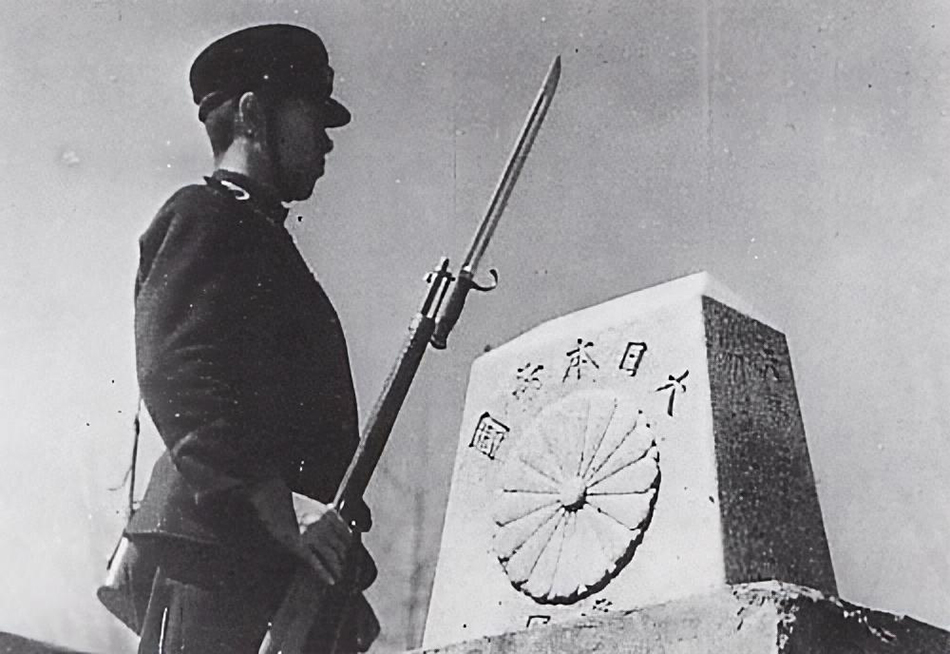
Soldado japonés en Sajalín, con la bayoneta Tipo 30 montada en su fusil.

La Tipo 30 era una bayoneta tipo espada de un solo filo, con una hoja de 400 mm y una longitud total de 514 mm, pesando aproximadamente 700 g. También es conocida como "bayoneta Modelo 1897". Las primeras bayonetas Tipo 30 tenían una guarda con un gancho, que fue diseñado para atrapar la hoja de la bayoneta del enemigo. Hacia 1942 se eliminó el gancho para ahorrar materiales y agilizar la producción, pasando a tener una guarda recta. Las vainas de la Tipo 30 pasaron de estar hechas de metal (antes de 1942), a estar hechas de fibra vulcanizada (1942-1943) y finalmente de madera o bambú (1944-1945).
El diseño fue pensado para ofrecerle al infanterista japonés promedio la longitud necesaria a fin de poder perforar el abdomen de un jinete. Sin embargo, el diseño tenía una serie de defectos, algunos causados por la baja calidad de los materiales empleados, haciendo que la hoja se oxide rápidamente y no conserve su filo, así como romperse cuando se doblaba.
La bayoneta fue fabricada desde 1897 hasta 1945 en diversas fábricas, inclusive el Arsenal de Kokura, el Arsenal de Koishikawa (Tokio) y el Arsenal de Nagoya, así como bajo contrato por empresas privadas tales como Matsushita, Telares automáticos Toyoda y otras.   